# Zonza
Zonza (en cors Zonza) és un municipi francès, situat a la regió de Còrsega, al departament de Còrsega del Sud. L'any 1999 tenia 1.802 habitants.

## Demografia
| 1962 | 1968 | 1975  | 1982  | 1990  | 1999  |
| ---- | ---- | ----- | ----- | ----- | ----- |
| 727  | 835  | 1.214 | 1.503 | 1.600 | 1.802 |

## Administració
| Període | Identitat                  | Partit | Qualitat |  |
| ------- | -------------------------- | ------ | -------- |  |
| 2001-   | Sébastien-Marc Rocca Serra | DVD    |          |  |